# كيفن هيرن (روائي)
كيفن هيرن (بالإنجليزية: Kevin Hearne)‏ (9 ديسمبر 1970، أريزونا في الولايات المتحدة)؛ كاتب وروائي أمريكي.

## روابط خارجية
- كيفن هيرن على موقع ميوزك برينز (الإنجليزية)